# Lågor i dunklet (film, 1934)
Lågor i dunklet (engelska: The Barretts of Wimpole Street) är en amerikansk romantisk dramafilm från 1934 i regi av Sidney Franklin. Filmen är baserad på Rudolf Besiers pjäs The Barretts of Wimpole Street från 1930. Filmen skildrar romansen mellan poeterna Elizabeth Barrett (Norma Shearer) och Robert Browning (Fredric March), som möter på motstånd från Barretts far, Edward Moulton-Barrett (Charles Laughton). 1957 gjordes en nyinspelning av filmen, med Jennifer Jones, Bill Travers och John Gielgud.  

## Rollista i urval
- Norma Shearer – Elizabeth Barrett
- Fredric March – Robert Browning
- Charles Laughton – Edward Moulton-Barrett
- Maureen O’Sullivan – Henrietta Barrett
- Katharine Alexander – Arabel Barrett
- Vernon Downing – Octavius Barrett
- Ralph Forbes – kapten Surtees Cook
- Marion Clayton – Bella Hedley
- Ian Wolfe – Harry Bevan
- Ferdinand Munier – doktor Chambers
- Una O'Connor – Wilson
- Leo G. Carroll – doktor Waterlow